# Ultraviolet (Owl City)
Ultraviolet è il quarto EP di Owl City, pubblicato il 27 giugno 2014.

## Tracce
Testi e musiche di Adam Young.
1. Beautiful Times (feat. Lindsey Stirling) – 3:25
2. Up All Night – 3:51
3. This Isn't the End – 3:24
4. Wolf Bite – 3:50

## Classifiche
| Classifica (2014) | Posizione massima |
| ----------------- | ----------------- |
| Stati Uniti       | 30                |